# Ambehta
Ambehta là một thị xã và là một nagar panchayat của quận Saharanpur thuộc bang Uttar Pradesh, Ấn Độ.

## Nhân khẩu
Theo điều tra dân số năm 2001 của Ấn Độ, Ambehta có dân số 13.103 người. Phái nam chiếm 52% tổng số dân và phái nữ chiếm 48%. Ambehta có tỷ lệ 41% biết đọc biết viết, thấp hơn tỷ lệ trung bình toàn quốc là 59,5%: tỷ lệ cho phái nam là 48%, và tỷ lệ cho phái nữ là 32%. Tại Ambehta, 20% dân số nhỏ hơn 6 tuổi.